# Eidgenössisches Sängerfest 1868
Das 13. Eidgenössische Sängerfest fand vom 11. bis zum 13. Juli 1868 in Solothurn statt. Es war zeitgleich die 25-Jahr-Jubiläumsfeier des Eidgenössischen Sängervereins (heute Schweizerische Chorvereinigung). Insgesamt nahmen 3000 Sänger in 80 Vereinen teil. Unter den Ehrengästen waren die Dichter Gottfried Keller und Hermann Lingg.
Als Festpräsident fungierte der Solothurner Kantonsrat Franz Vinzenz Lang. Präsident des Preisgerichts war der Berner Chorpionier Johann Rudolf Weber, Festdirektor der Gesamtaufführung war der Solothurner Dirigent Karl Munzinger.

## Rangliste
- 1. Preis: Basler Liedertafel
- 2. Preis: Männerchor Frohsinn St. Gallen
- 3. Preis: Männerchor Rapperswil